# انسیس
انسیس (به انگلیسی: ANSYS) مخفف کلمات (ANalysis SYStems) یک نرم‌افزار مهندسی به کمک رایانه می‌باشد که محصول شرکت ANSYS Inc است و از دسته ابزارهای تحلیلی است که از روش اجزاء محدود (FEM) برای مدل‌سازی و تحلیل در آن استفاده می‌شود.
نرم‌افزار انسیس مهندسین و طراحان را قادر می‌سازد تا به راحتی بهینه‌سازی ساختاری، حرارتی، دینامیکی، تعادل وزنی و عملکردی و همچنین شبیه‌سازی‌های مُد ارتعاشی و ضریب اطمینان و ایمنی را در طرح‌هایشان به صورت مرحله به مرحله اعمال کنند.
ابزارهای پیش بینی شده در انسیس امکان تحلیل انواع مختلف سازه‌ها مانند قاب، مخزن، سد، پل … و اجزای سازه‌ای مانند اتصالات فولادی، اعضای فولادی یا بتنی، ایزولاتورها، … را به روش‌های مختلف فراهم ساخته‌است. از آن جمله می‌توان به تحلیل‌های استاتیکی، بارگذاری رفت و برگشتی، مودال، تاریخچه زمانی، طیفی و … اشاره کرد. برای شبیه‌سازی شرایط مختلف تکیه گاهی گزینه‌های متعددی به صورت شتاب، جابجایی، نیرو یا لنگر با الگوهای مختلف در دسترس هستند که به‌طور ثابت یا متغیر با زمان قابل استفاده‌اند. همچنین مدل‌های رفتاری مختلفی از مصالح شکل‌پذیر و ترد مانند مدل‌های دو و چند خطی فولاد، مدل دراگر- پراگر و مدل شکست بتن در آن پیش بینی شده‌است که در حوزه رفتار غیر خطی بکار می‌روند.
Ansys نرم‌افزار قدرتمند و شبیه‌ساز ساده‌ای می‌باشد که قدرت توانایی یک طراحی معتبر و استاندارد را به طراحان و مهندسین می‌دهد تا ایده‌هایشان را بر روی صفحه کامپیوترهایشان پیاده کنند. در این نرم‌افزار از سیستم کارآمد و آسان اتوماسیون پایگاه داده‌ها استفاده می‌گردد و باعث کاربری بسیار آسان این نرم‌افزار گردیده که به گفته سازنده نرم‌افزار می‌تواند به قدری قدرتمند باشد که برای ۳۲ سال آینده جهت حل مشکلات طراحی مؤثر، مفید و قابل اعتماد واقع گردد.
با به کار بردن این نرم‌افزار مهندسین قادر به طراحی و تولید محصولاتی با کیفیت بهتر در زمانی کمتر خواهند بود. این نرم‌افزار مهندسین و طراحان را قادر می‌سازد تا به راحتی بهینه‌سازی ساختاری، حرارتی، دینامیکی، تعادل وزنی و عملکردی و همچنین شبیه‌سازی‌های مُد ارتعاشی و ضریب اطمینان و ایمنی را در طرح‌هایشان به صورت مرحله به مرحله اعمال کنند.
نرم‌افزار Design Space Ansys کاملاً بر آخرین ورژن نرم‌افزارهای اصلی CAD سه بعدی که شامل پرو/اینجینیر، سالیدورکس، اینونتور، مکانیکال دسکتاپ، یونیگرافیکس، سالید اج می‌شود منطبق است. این نرم‌افزار می‌تواند از اطلاعات خروجی نرم‌افزار کتیا استفاده نموده و از فرمت‌های رایج هندسی و برداری مانند SAT و Para solid پشتیبانی نماید.
این نرم‌افزار از اجزای تک واحدی تا مجموعه‌های بزرگ و پیچیده و حتی سیستم‌های کامل را با کلیه نماهای سه بعدی CAD به یک محصول یا سیستم مجازی کامل و قابل توسعه تبدیل می‌سازد. سیستم شبیه‌سازی این نرم‌افزار از چهار تابع مختلف با قابلیت‌های کاربردی مختلف تبعیت می‌نماید که از مُدل‌های اضافی، پلاگین‌های CAD و اتصالات متحرک می‌باشند و طوری طراحی شده‌اند تا کلیه نیازهای کاربران خاص را نیز برآورده سازند.

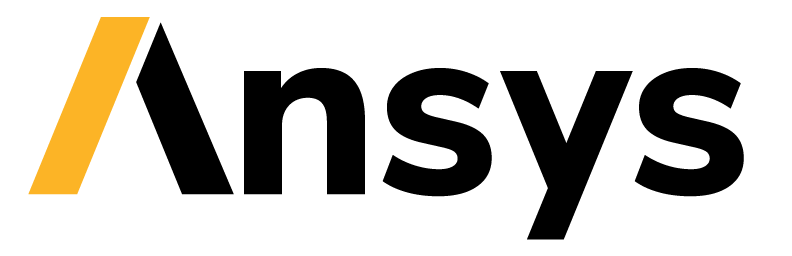
لوگوی برنامه انسیس (ANSYS)

## برخی از ویژگی‌های مهم نرم‌افزار انسیس
1. انجام آنالیز در زمینه‌های گوناگون از قبیل: جامدات، سیالات، انتقال حرارت، الکترومغناطیس، الکترواستاتیک، الکترونیک و دینامیک
2. توانائی آنالیز توأمان مانند آنالیز سیالاتی - جامداتی
3. توانائی بهینه‌سازی مدل‌های طراحی شده
4. قابلیت برنامه‌نویسی به کمک زبان برنامه‌نویسی نرم‌افزار برای توسعه امکانات جدید
5. قابلیت تهیه گزارش و خروجی‌های مختلف به صورت فیلم، عکس یا htmp
6. توانایی تشخیص پارامترهای مختلف و بررسی میزان اهمیت هر کدام از آن‌ها در رسیدن به جواب نهایی طراحی‌ها
7. امکان برقراری ارتباط با نرم‌افزارهای دیگر نظیر پرو/اینجینیر، سالیدورکس، اینونتور، مکانیکال دسکتاپ، یونیگرافیکس، کتیا

## ماژول‌های نرم‌افزار انسیس
ماژول‌های نرم‌افزار انسیس به چهار بخش کلی Fluid Dynamics ,Structural Mechanics ,Systems & Multiphysics و Electromagnetics تقسیم می‌شوند.
- ANSYS Multiphysics
- ANSYS Mechanical
- ANSYS Structural
- ANSYS Fluent
- ANSYS CFX
- ANSYS CFD-Flo
- ANSYS Maxwell
- ANSYS HFSS

## ماژول Ansys CFX
این نرم‌افزار که بر مبنای روش اجزا محدود است. با توجه به محیط کاربرپسند و ارتباط راحت با نرم‌افزارهای مدل سازی، طرفداران زیادی در محافل دانشگاهی و صنعتی پیدا کرده‌است.

## ماژول Ansys Fluent
یکی از نرم‌افزارهای صنعتی مشهور می‌باشد که دارای قابلیت‌های فراوانی در تحلیل سیالات است. به گفته سایت رسمی انسیس این نرم‌افزار قوی‌ترین ابزار دینامیک سیالات محاسباتی است. این نرم‌افزار قابلیت مدل سازی هندسه‌های دو بعدی و سه بعدی را دارا می‌باشد. این نرم‌افزار بر مبنای روش حجم محدود است. بسیاری از مدل‌های جریان و انتقال حرارت برپایی این نرم‌افزار شبیه‌سازی شده‌است.
بنابراین، نرم‌افزار انسیس یک انتخاب بسیار مناسب برای مدل کردن جریان سیال تراکم‌پذیر و تراکم‌ناپذیر در هندسه‌های پیچیده می‌باشد. در ایران ستاد توسعه هوایی و هوانوردی ریاست جمهوری به مستندسازی و حمایت از پروژه‌های انسیس کرده‌است